# Angel (Shaggy-Lied)
Angel (englisch für „Engel“) ist eine Single der jamaikanischen Reggae-Pop-Musiker Shaggy und Rayvon von 2001. Der Song war in 12 Ländern ein Nummer-eins-Hit.

## Entstehungsgeschichte und Veröffentlichung
Angel wurde am 8. August 2000 auf Shaggys fünftem Studioalbum Hot Shot beim Musiklabel MCA Records erstmals veröffentlicht und erschien am 28. Mai 2001 als Single mit der B-Seite Chica Bonita.
Der Song enthält ein Sample von Chip Taylors und Evie Sands’ Song Angel of the Morning (1967), der 1968 von Merrilee Rush und erneut 1981 von Juice Newton erfolgreich aufgenommen worden war. Die Basslinie stammt von dem Titel The Joker der Steve Miller Band.
Das Tempo beträgt 171 Schläge pro Minute. Die Tonart ist F-Dur.

## Musikvideo
Das Musikvideo zeigt zwei Comic-Frauen, die eine trägt ein rotes, die andere ein weißes Kostüm. Die Frau im Roten tritt der im Weißen ins Gesäß und verschränkt die Arme. Daraufhin wird Shaggy eingeblendet, der sich zwischen zwei Wänden (eine aus Feuer, die andere aus Wasser) fortbewegt. In der nächsten Einstellung legt eine Frau die Hand um ihn. Danach sieht man Shaggy gemeinsam Rayvon auf einem Flughafenplatz, auf dem sie vor einem blauen Auto tanzen und immer wieder Frauen hinterherschauen. Später fahren sie mit dem Auto zu einer Luxusvilla, wo zahlreiche Frauen auf die beiden Männer warten. Am Ende des Musikvideos erwacht Shaggy im Flugzeug neben seiner Freundin. Sie verlassen das Flugzeug und steigen in eine Limousine.

## Rezeption
Angel wird bis in die Gegenwart gerne auf Hochzeiten gespielt und 2019 trat Shaggy mit diesem Lied zusammen mit einem Teilnehmer bei American Idol auf.

## Kommerzieller Erfolg

### Chartplatzierungen
| ChartsChartplatzierungen       | Höchstplatzierung | Wochen |
| ------------------------------ | ----------------- | ------ |
| Deutschland (GfK)              | 1 (17 Wo.)        | 17     |
| Österreich (Ö3)                | 1 (22 Wo.)        | 22     |
| Schweiz (IFPI)                 | 1 (31 Wo.)        | 31     |
| Vereinigte Staaten (Billboard) | 1 (28 Wo.)        | 28     |
| Vereinigtes Königreich (OCC)   | 1 (18 Wo.)        | 18     |

| ChartsJahrescharts (2001)      | Platzierung |
| ------------------------------ | ----------- |
| Deutschland (GfK)              | 9           |
| Österreich (Ö3)                | 5           |
| Schweiz (IFPI)                 | 4           |
| Vereinigte Staaten (Billboard) | 17          |
| Vereinigtes Königreich (OCC)   | 8           |

### Auszeichnungen für Musikverkäufe
| Land/Region                  | Auszeichnungen für Musikverkäufe (Land/Region, Auszeichnung, Verkäufe) | Verkäufe  |
| ---------------------------- | ---------------------------------------------------------------------- | --------- |
| Australien (ARIA)            | 3× Platin                                                              | 210.000   |
| Belgien (BRMA)               | Platin                                                                 | 50.000    |
| Dänemark (IFPI)              | Platin (Physisch) · + Gold (Digital)                                   | 65.000    |
| Deutschland (BVMI)           | Platin                                                                 | 600.000   |
| Frankreich (SNEP)            | Silber                                                                 | 125.000   |
| Neuseeland (RMNZ)            | 3× Platin                                                              | 90.000    |
| Niederlande (NVPI)           | Platin                                                                 | 60.000    |
| Norwegen (IFPI)              | Platin                                                                 | 20.000    |
| Österreich (IFPI)            | Platin                                                                 | 40.000    |
| Schweden (IFPI)              | 2× Platin                                                              | 60.000    |
| Schweiz (IFPI)               | Platin                                                                 | 40.000    |
| Vereinigtes Königreich (BPI) | Platin                                                                 | 600.000   |
| Insgesamt                    | 1× Silber · 1× Gold · 16× Platin ·                                     | 1.960.000 |

Hauptartikel: Shaggy/Auszeichnungen für Musikverkäufe